# Jardimlinski rajon
Jardimlinski rajon (azerski: Yardımlı rayonu) je jedan od 66 azerbajdžanskih rajona. Jardimlinski rajon se nalazi na jugoistoku Azerbajdžana na granici s Iranom. Središte rajona je Jardimli. Površina Jardimlinskog rajona iznosi 670 km². Jardimlinski rajon je prema popisu stanovništva iz 2009. imao 58.073 stanovnika, od čega su 28.991 muškarci, a 29.082 žene.
Jardimlinski rajon se sastoji od 62 općine.